# 姉崎洋一
姉崎 洋一（あねざき よういち、1950年10月20日 - ）は、日本の教育学者、札幌大学女子短期大学部教授。専門は、高等教育・社会教育・教育法など。北海道教育学会会長も務めた。

## 経歴
富山県に生まれ、高岡市で育った後、中学生のときに名古屋市に転居した。名古屋大学教育学部を1974年に卒業して同大学院教育学研究科に進み、1979年に博士課程を単位取得退学した。
1979年、愛知県立大学文学部専任講師となり、1985年に助教授に昇任、1987年から1988年にかけてはリーズ大学客員研究員となった。1997年、埼玉大学教育学部助教授に転じ、さらに1999年10月には北海道大学大学院教育学研究科教授となった。その後の組織改変により、2007年には大学院教育学研究院教授となり、同年には北京師範大学客員教授、翌2008年にはリーズ大学客員教授も務めた。2011年5月から、北海道大学大学院教育学研究院長・教育学院長・教育学部長となり、2014年3月に定年退職するまで、その任にあった。定年退職後は名誉教授となり、また、2016年まで特任教授として在職した。
この間、2009年から2011年にかけて北海道大学職員組合の副委員長を務め、全国大学高専教職員組合（全大教）北海道の議長を兼ねた。また、安保法制に反対する学者の会や、「日本学術会議」の会員候補6人が任命されなかったことをめぐり、北海道内の大学の教職員らで作る有志の会としても活動している。

## おもな著書

### 単著
- 高等継続教育の現代的展開：日本とイギリス、北海道大学出版会（北海道大学大学院教育学研究院研究叢書 1）、2008年

### 編著
- 排除型社会と生涯学習：日英韓の基礎構造分析、北海道大学出版会（北海道大学大学院教育学研究院研究叢書 2）、2011年

### 共編著
- （長澤成次、辻浩との共編）社会・生涯教育文献集 II (11-20、別冊)、日本図書センター（日本現代教育基本文献叢書）、2000年
- （鈴木敏正との共編著）公民館実践と「地域をつくる学び」、北樹出版（叢書地域をつくる学び）、2002年
- （大野栄三、近藤健一郎との共編著）教職への道しるべ、八千代出版、2010年
- （荒牧重人、小川正人、金子征史、喜多明人、戸波江二、広沢明、吉岡直子との共編著）ガイドブック教育法、三省堂、2009年（新訂版、2015年）
- （鈴木敏正との共編）持続可能な包摂型社会への生涯学習：政策と実践の日英韓比較研究、大月書店、2011年